# Changchuner Institut für Optik, Feinmechanik und Physik
Das Changchuner Institut für Optik, Feinmechanik und Physik (chinesisch 中国科学院长春光学精密机械与物理研究所, Pinyin Zhōngguó Kēxuéyuàn Chángchūn Guāngxué Jīngmìjīxiè yǔ Wùlǐ Yánjiūsuǒ) ist eine Einrichtung der Chinesischen Akademie der Wissenschaften im östlichen Stadtbezirk Erdao von Changchun, Provinz Jilin, Volksrepublik China. Man befasst sich dort mit angewandter Optik, Feinmechanik und Instrumentenbau. Zahlreiche chinesische Erdbeobachtungssatelliten sind mit dort entwickelten und gebauten Teleskopen ausgestattet. Direktor des Instituts ist seit Dezember 2014 der Informatiker Jia Ping (贾平, * 1964).

## Geschichte

### Anfänge
Auf der Basis einer diesbezüglichen Entscheidung der Kommission für Kultur und Erziehung bei der Zentralen Volksregierung (中央人民政府政务院文化教育委员会), die neben der Aufsicht über das Kultusministerium etc. auch für die Chinesische Akademie der Wissenschaften zuständig war, beschloss letztere im August 1950, eine „Instrumentenwerkstatt“ (仪器馆) einzurichten. Der Kernphysiker Qian Sanqiang, damals stellvertretender Leiter des Planungsbüros der Akademie, schlug vor, den Optik-Professor Wang Daheng (王大珩, 1915–2011), damals Dekan der Fakultät für Angewandte Physik an der Polytechnischen Akademie Dalian (大连工学院), der heutigen Technischen Universität Dalian, mit den Vorbereitungsarbeiten zu betrauen. Als erster Schritt wurde am 24. Januar 1951 eine Planungskommission für die Instrumentenwerkstatt der Chinesischen Akademie der Wissenschaften (中国科学院仪器馆筹备委员会) mit Sitz in Peking gegründet, die wiederum am 22. März 1951 das „Planungsbüro Instrumentenwerkstatt“ (仪器馆筹备处) gründete. Die Leitung der Kommission übernahm der Physiker, Theaterautor und stellvertretende Kultusminister Ding Xilin (丁西林, 1893–1974), sein Stellvertreter wurde Wang Daheng. Am 18. Januar 1952 billigte die Akademie der Wissenschaften einen gemeinsamen Vorschlag des Planungsbüros und des damaligen Wissenschaftlichen Instituts Nordostchinas (东北科学研究所, seit Dezember 1978 „Changchuner Institut für Angewandte Chemie“ bzw. 中国科学院长春应用化学研究所), die Instrumentenwerkstatt in Changchun anzusiedeln. Dies gilt heute als Gründungstag des Instituts  für Optik, Feinmechanik und Physik.
Ende September 1952 zog Wang Daheng mit dem gesamten Planungsbüro in das Straßenviertel Tiebei (铁北街道) von Gongzhuling bei Changchun um. Anschließend wurden ein Teil des physikalischen Labors und der Werkstatt für Laborinstrumente des Wissenschaftlichen Instituts Nordostchinas, die Lehrmittelwerkstatt der Polytechnischen Akademie Nordostchinas (东北工学院, seit März 1993 „Universität Nordostchinas“) und die private Instrumentenfabrik Zhong Dong (钟东仪器厂) in die Planungsarbeiten integriert. Am 23. Januar 1953 erklärte die Akademie in einer Bekanntmachung, dass das Planungsbüro seine Arbeit abgeschlossen hätte und die Instrumentenwerkstatt ihren Betrieb aufnehmen würde. Wang Daheng wurde zum Stellvertretenden Werkstattleiter mit den Vollmachten eines Werkstattleiters ernannt.
Die Instrumentenwerkstatt wurde kontinuierlich erweitert. Am 18. Oktober 1954 beschloss die Akademie der Wissenschaften, in der Werkstatt eine Forschungsgruppe für Längen- und Qualitätsmessung einzurichten, am 30. Juli 1955 erteilte die Akademie der Wissenschaften der Werkstatt die Genehmigung, Studenten für ein postgraduales Studium aufzunehmen. Die Universität der Chinesischen Akademie der Wissenschaften war damals noch nicht gegründet, aber an der Akademie wurden seit 1951 Postgraduierte aufgenommen, was vom Staatsrat der Volksrepublik China am 25. August 1955 mit den von Premierminister Zhou Enlai am 31. August 1955 unterzeichneten „Vorläufigen Bestimmungen für Postgraduierte an der Chinesischen Akademie der Wissenschaften“ (中国科学院研究生暂行条例) auf eine gesetzliche Basis gestellt wurde.
Angesichts des gewachsenen Aufgabenbereichs wurde die Instrumentenwerkstatt auf Beschluss der Akademie und mit Genehmigung des Staatsrats am 28. April 1957 in „Forschungsinstitut der Chinesischen Akademie der Wissenschaften für Optik, Feinmechanik und Instrumentenbau“ (中国科学院光学精密机械仪器研究所) umbenannt, üblicherweise abgekürzt zu „Changchuner Institut für Optik und Mechanik“ (长春光机所). Wang Daheng, der von Anfang an die Amtsgeschäfte geleitet hatte, wurde anlässlich der Umbenennung zum Direktor des Instituts ernannt.
Knapp ein Jahr später, am 6. Februar 1958, wurde das Institut in fünf Labors unterteilt:
- Optische Konstruktion und Prüfung
- Optische Materialien
- Feinmechanik
- Technische Physik
- Optische Instrumente

Zu den vom Institut zu jener Zeit hergestellten Instrumenten gehörten Elektronenmikroskope, Hochtemperatur-Metallografie-Mikroskope, Mehrfachprojektoren, Spektrometer, hochpräzise Theodolite und elektrooptische Entfernungsmessgeräte.
Außerdem wurden diverse optische Gläser hergestellt.
Seit 1953 hatte die Akademie der Wissenschaften geplant, in Changchun auch ein Forschungsinstitut für Maschinenbau und Elektrotechnik (长春机电研究所) einzurichten. Dieses Projekt kam jedoch lange Zeit über die Vorbereitungsphase nicht hinaus. 1958 gründete schließlich Wang Daheng auf Anweisung von Feldmarschall Nie Rongzhen, dem Vorsitzenden der Kommission der chinesischen Volksbefreiungsarmee für Wissenschaft und Technik in der Landesverteidigung, die Changchuner Akademie für Optik und Feinmechanik (长春光学精密机械学院), aus der über mehrere Zwischenschritte 2002 die Technische Universität Changchun hervorging. Die Akademie für Optik und Feinmechanik unterstand dem Changchuner Institut für Optik und Mechanik, Wang Daheng war Leiter beider Einrichtungen. Die Akademie hatte jedoch speziell den Auftrag, Personal für die wehrtechnische Industrie auszubilden. Am 17. November 1960 wurde ein Teil der Wissenschaftler von der Akademie zum Institut versetzt und letzteres in „Forschungsinstitut für Optik und Feinmechanik“ (光学精密机械研究所) umbenannt. Die endgültige Trennung erfolgte 1965, als die Akademie aus der Zuständigkeit des Instituts herausgelöst und direkt der Chinesischen Akademie der Wissenschaften unterstellt wurde.

### Ausbau
Ab 1960 eröffnete das Institut für Optik und Feinmechanik im ganzen Land Zweigstellen. In Hefei wurde das Anhuier Institut für Optik und Feinmechanik gegründet, das im Dezember 1970 selbständig wurde.
Im März 1962 folgte das Xi’aner Zweiginstitut für Optik und Feinmechanik (中国科学院光学精密机械研究所西安分所), wo vor allem Hochgeschwindigkeitskameras entwickelt wurden.
Die Sternwarte am purpurnen Berg in Nanjing hatte bereits seit 1958 eine Fabrik für astronomische Instrumente (南京天文仪器厂) geplant, zunächst wurde dort ein Optik-Labor (光学实验室) eingerichtet. Mit Unterstützung des Changchuner Instituts wurde schließlich im April 1963 die Fabrik eröffnet, heute eine der Akademie der Wissenschaften unterstehende, ausgegründete GmbH.
Ebenfalls seit 1958 in Planung begriffen war die Fabrik für wissenschaftliche Instrumente (科学仪器厂) in Peking, die 1964 ihren Betrieb aufnahm und zunächst Elektronenmikroskope herstellte.
Heute ist die Fabrik eine der Akademie der Wissenschaften unterstehende, ausgegründete Aktiengesellschaft mit beschränkter Haftung (股份有限公司).
Nachdem Theodore Maiman am 16. Mai 1960 den weltweit ersten Laser fertiggestellt hatte, stelle Wang Zhijiang (王之江, * 1930), seit der Gründung 1952 am Changchuner Institut, im September 1961 den ersten chinesischen Rubinlaser vor.
Mao Zedong war beeindruckt und forderte 1963, dass eine Gruppe von Experten zusammengestellt werden sollte, die die von ihm „Todesstrahlen“ (死光) genannte Technologie erforschen sollten. Daraufhin wurde am 7. Mai 1964 von aus Changchun abgestellten Wissenschaftlern das Shanghaier Zweiginstitut für Optik und Feinmechanik (中国科学院光学精密机械研究所上海分所) gegründet, Chinas erste auf Laser spezialisierte Forschungseinrichtung.
Im Frühsommer 1966 brach die Kulturrevolution aus, die sich von einer Kampagne gegen parteiinterne Netzwerke und Machtmissbrauch rasch zu einer antiintellektuellen Bewegung entwickelte. Da das Changchuner Institut für Optik und Feinmechanik wehrwichtig war – seit Oktober 1960 hatte man an optischen Bahnverfolgungssystemen für die Mittelstreckenrakete Dongfeng 2 gearbeitet, außerdem war das Institut für Teleskop und Kamera des seit Juni 1966 in Entwicklung befindlichen Rückkehrsatelliten zuständig – wurde es im Juli 1967 unter Verwaltung der Volksbefreiungsarmee gestellt, um die Wissenschaftler vor Angriffen der Revolutionären Rebellen zu schützen. Bereits Anfang 1967 hatte Feldmarschall Nie Rongzhen vorgeschlagen, eine Akademie für Weltraumtechnologie zu schaffen. Dort wurde unter anderem die Pekinger Fabrik für wissenschaftliche Instrumente integriert, die ihre Produktion auf Satelliten – zunächst den Propagandasatelliten Dong Fang Hong I – umstellte.
Außerdem wurde dem 8. Ingenieurbüro (das spätere Institut 508 der am 20. Februar 1968 offiziell gegründeten Chinesischen Akademie für Weltraumtechnologie) Personal für den Rückkehrsatelliten überstellt. Am 19. Januar 1976, acht Monate vor Maos Tod und dem offiziellen Ende der Kulturrevolution, wurde das Changchuner Institut für Optik und Feinmechanik wieder der Chinesischen Akademie der Wissenschaften unterstellt. Im Juli 1999 wurde das Institut mit dem Changchuner Institut für Physik der Chinesischen Akademie der Wissenschaften (中国科学院长春物理研究所) vereinigt und erhielt seinen heutigen Namen – Changchuner Institut für Optik, Feinmechanik und Physik.
Direktor des vereinigten Instituts wurde im Dezember 1999 Cao Jianlin (曹健林, * 1955), bis dahin Direktor des Instituts für Optik und Feinmechanik.

## Struktur
Neben der Verwaltung mit Buchhaltung, Personalabteilung, Geheimhaltung, Patentverwertung, internationaler Zusammenarbeit etc. besitzt das Institut auch unterstützende Einrichtungen wie das Pensionistenzentrum, Informationstechnik oder Hausverwaltung. Mit der eigentlichen Forschung und Entwicklung befassten sich im Dezember 2023 folgende Abteilungen:
- Nationales Schwerpunktlabor für Lumineszenztheorie und deren Anwendungen (发光学及应用国家重点实验室)[27]
- Nationales Schwerpunktlabor für Angewandte Optik (应用光学国家重点实验室)[28]
- Weltraumoptik I (空间光学研究一部, Erdbeobachtung, Weltraumwetter)[29]
- Weltraumoptik II (空间光学研究二部, Gewichtsreduzierung, Störsicherheit und Temperaturregelung von Erdbeobachtungsinstrumenten)[30]
- Weltraumoptik III (空间光学研究三部, Raumstation, Marserkundung, Kommunikationslaser)[31]
- Flugzeuggestützte Bildgebung und Vermessung I (航空成像与测量技术研究一部, Luftaufklärung)[32]
- Flugzeuggestützte Bildgebung und Vermessung II (航空成像与测量技术研究二部, Landvermessung und Kartografie, Mesosphären-Fernerkundung)[33]
- Flugzeuggestützte Bildgebung und Vermessung III (航空成像与测量技术研究三部, transmediale Aufklärung)[34][35]
- Optoelektronische Gegenmaßnahmen (光电对抗研究部), Nationales Schwerpunktlabor für die Interaktion von Laser und Materie (激光与物质相互作用国家重点实验室)[36]
- Bildverarbeitung (图像处理技术研究部)[37]
- Schwerpunktlabor für fortschrittliche Fertigung optischer Systeme (光学系统先进制造重点实验室)[38]
- Optoelektronische Aufklärung (光电探测技术研究部)[39]
- Nationales Forschungszentrum für Herstellung und Anwendung optischer Gitter (国家光栅制造与应用工程技术研究中心)[40]
- Entwicklungszentrum für Präzisionsinstrumente und -geräte (精密仪器与装备研发中心)[41]
- Neue Weltraumtechnologien (空间新技术部, Kleinsatelliten)[42]
- Zentrum für Weltraumroboter (空间机器人中心)[43][44][45]
- Internationales Labor für Nanophotonik und Materialforschung (微纳光子学与材料国际实验室)[46]
- Deutsch-Chinesisches Bimberg-Zentrum für Grüne Photonik (Bimberg中德绿色光子学研究中心)[47]
- Strategisches Daheng-Forschungszentrum für Optoelektronik (大珩光电技术战略研究中心, integrierte Laserkommunikation und -messung aus Weltraum, Luft und Erde)[48]

## Lehre
Das Changchuner Institut für Optik, Feinmechanik und Physik fungiert auch als Campus der Universität der Chinesischen Akademie der Wissenschaften. Es werden sowohl Diplomanden aufgenommen, die an anderen Universitäten bereits ein Vordiplom erlangt haben, als auch Doktoranden.
Im Studienjahr 2021/2022 gab es 9 Studiengänge für Diplomanden, 7 Studiengänge für Doktoranden und 3 Plätze für Postdoktoranden.
Ende Juli 2019 befanden sich unter den 2357 Institutsangestellten 303 ordentliche und 707 außerordentliche  Professoren, die 478 Diplomanden und 451 Doktoranden betreuten.

## Gpixel Optotech
Am 3. September 2012 gründete das Institut die Gpixel Changchun Optotech GmbH (长春长光辰芯光电技术有限公司) mit einem Stammkapital von 20 Millionen Yuan. 7,05 Millionen Yuan des Gründungskapitals stammten von Wang Xinyang (王欣洋), der im August 2012 von der Cypress Semiconductor CMOSIS AG aus Antwerpen zum Changchuner Institut für Optik, Feinmechanik und Physik gekommen war. Wang Xinyang übernahm bei der Firmengründung den Posten des Geschäftsführers, den er 2022 immer noch innehatte. Gleichzeitig blieb er aber auch Professor und Doktorandenbetreuer am Institut.
Der mit 11,75 Millionen Yuan größte Teil des Stammkapitals der Gpixel GmbH kam jedoch von der Changchun UP Optotech AG (长春奥普光电技术股份有限公司), die vom Institut am 26. Juni 2001 zusammen mit fünf Hochtechnologie-Firmen gegründet worden war.
2015 wurde in Yokohama mit zu 100 % von der Gpixel Optotech kommendem Kapital die Gpixel Japan AG gegründet, am 9. August 2018 mit ehemaligem CMOSIS-Personal die Gpixel AG in Antwerpen.
Unternehmensgegenstand der Gpixel Optotech und ihrer Tochterfirmen ist Entwicklung, Herstellung und Verkauf von Active Pixel Sensoren (auch bekannt als „CMOS-Sensoren“) für digitale Bildgebung, sowohl in Serie als auch Spezialanfertigungen. Während die belgische Tochter primär Industriekunden versorgt, entwickeln die anderen Niederlassungen auch CMOS-Sensoren für Anwendungen in Medizin und Wissenschaft, wie zum Beispiel für das Röntgenteleskop Einstein Probe.

## Chang Guang Satellitentechnik
Am 1. Dezember 2014 gründete das Changchuner Institut für Optik, Feinmechanik und Physik zusammen mit der Provinzregierung von Jilin und privaten Investoren die Chang Guang Satellitentechnik GmbH (长光卫星技术有限公司) mit einem Stammkapital von 1,97 Milliarden Yuan. Das „Chang Guang“ steht für „Changchun Guangxue“, also „Changchuner Optik“; der hauptsächliche Unternehmensgegenstand der Firma ist der Aufbau und Betrieb der kommerziellen Erdbeobachtungs-Satellitenkonstellation Jilin 1.
Der damalige Institutsdirektor Xuan Ming (宣明, * 1956) wechselte als Vorstandsvorsitzender und Generaldirektor in Personalunion zur neugegründeten Firma, wo er diese Posten Stand 2021 immer noch innehatte.
Die ersten vier Satelliten der Konstellation, der optische Erdbeobachtungssatellit Jilin 1 GXA, der eine panchromatische Kamera mit einer Auflösung von 72 cm und eine Multispektralkamera mit einer Auflösung von 2,88 m trug, die beiden Videosatelliten Jilin 1 SP01 und 02 mit einer Auflösung von 1,13 m sowie der Technologieerprobungssatellit Jilin 1 LQSat mit einer Auflösung von 4,7 m wurden am 7. Oktober 2015 in einer sonnensynchronen Umlaufbahn von 650 km Höhe platziert.
Bis zum 19. Januar 2018 folgten sechs weitere, im Prinzip baugleiche Videosatelliten in sonnensynchronen Umlaufbahnen (Jilin 1 SP03 bis 08).
Am 21. Januar 2019 wurden dann die beiden Hyperspektralsatelliten Jilin 1 GP01 und 02 mit jeweils 26 Kanälen sowie einer Auflösung von 5 m im sichtbaren Licht, 100 m im mittleren Infrarot und 150 m im fernen Infrarot gestartet.
Am 5. Juni 2019 wurde der erste Satellit der Baureihe Jilin 1 GF03 gestartet. Die Buchstaben „GF“ stehen für „Gaofen“, also „hochauflösend“; die Satelliten haben eine panchromatische Kamera mit einer Auflösung von 1 m und eine Multispektralkamera mit einer Auflösung von 4 m. Außerdem sind sie mit 40 kg sehr leicht.
Die ab dem 13. November 2019 gestarteten Satelliten der Baureihe Jilin 1 GF02 besitzen eine panchromatische Auflösung von 75 cm und eine Multispektralauflösung von 3 m.
Während diese beiden Baureihen eine Schwadbreite von 20 km (GF03) bzw. 40 km (GF04) besitzen, wurden ab dem 15. Januar 2020 mit der Baureihe Jilin 1 KF01 Satelliten mit einem sehr weiten Sichtfeld und einer Schwadbreite von 140–150 km gestartet.
Die hohe Auflösung wurde beibehalten; beim zweiten Satelliten der Serie, Jilin 1 KF01B, beträgt sie 50 cm panchromatisch und 2 m multispektral.
Ohne die beiden Technologieerprobungssatelliten von 2015 sowie die Technologieerprobungssatelliten Jilin 1 Mofang 02A vom Februar 2022, Jilin 1 Mofang 02A03, 04, 07 vom Januar 2023 und Jilin 1 Gaofen 05A, auch bekannt als „Korgas 1“, vom Juni 2023 hatte man bis zum 25. August 2023 insgesamt 8 Videosatelliten, 2 Hyperspektralsatelliten, 4 Breitschwad-Satelliten, 97 hochauflösende Satelliten, 8 Infrarotsatelliten und 3 Mehrzweckplattformen in diversen Orbits platziert, die Mehrzahl davon in Polarbahnen (2020 gingen bei zwei Fehlstarts Satelliten verloren).
Ursprünglich war geplant, die Konstellation bis 2025 auf 138 Satelliten auszubauen. Die Chang Guang GmbH war jedoch kommerziell sehr erfolgreich – bis Oktober 2022 hatte man fast 160.000 Satellitenbilder verkauft – und so wurde dieses Ziel auf Ende 2023 vorverlegt.[veraltet]
In einer zweiten Ausbaustufe soll die Jilin-1-Konstellation nun bis 2025 auf 300 Satelliten erweitert werden.
Zu beachten ist hierbei, dass zum Beispiel die Videosatelliten nur eine geplante Lebensdauer von drei Jahren besitzen.
Bis der endgültige Ausbauzustand der Konstellation erreicht ist, müssen die zuerst gestarteten Satelliten bereits wieder ersetzt werden.
Die Chang Guang GmbH erledigt aber auch Auftragsarbeiten. So besteht zum Beispiel ein Kooperationsabkommen mit der Huantian Weisheitstechnologie GmbH (眉山环天智慧科技有限公司) aus Meishan, Provinz Sichuan, über die Lieferung von 14 niedrigfliegenden Erdbeobachtungssatelliten, die letztere Firma ab 2022 für Smart-City-Projekte wie intelligente Straßenlampenregelung, Ampelsteuerung etc. benötigt.